# Skateboarden op de Olympische Zomerspelen 2020
Skateboarden is een van de sporten die werd beoefend tijdens de Olympische Zomerspelen 2020 in Tokio. De sport stond voor het eerst op het olympisch programma en kende vier evenementen verspreid over twee onderdelen: park en street. Het deelnemersveld bestond in totaal uit tachtig atleten met evenveel mannen als vrouwen. De wedstrijden vonden plaats in het Ariake Urban Sports Park in het gelijknamige district in de zone rondom de Baai van Tokio; naast het skateboarden werd ook het BMX-toernooi daar georganiseerd.

## Kwalificatie
Voor beide onderdelen konden zich zowel bij de mannen als de vrouwen twintig atleten kwalificeren, waarbij elk Nationaal Olympisch Comité (NOC) maximaal zes sporters van hetzelfde geslacht en drie sporters per evenement mocht afvaardigen. Gastland Japan was van deelname aan alle vier de evenementen verzekerd. De kwalificatieprocedure voor de overige negentien quotaplaatsen per evenement was voor beide onderdelen en voor beide geslachten gelijk. De top drie bij de wereldkampioenschappen plaatsten zich direct voor de Spelen. De overige zestien plaatsen werden vergeven op basis van de olympische ranglijst per 30 juni 2021. Het was een vereiste dat elk van de vijf continenten vertegenwoordigd waren bij elk van de evenementen. In het geval dat een continent zich op reguliere wijze niet geplaatst had, werd de hoogstgeplaatste atleet van dat continent op de ranglijst toegevoegd aan het deelnemersveld ten koste van de laagstgeplaatste gekwalificeerde atleet.

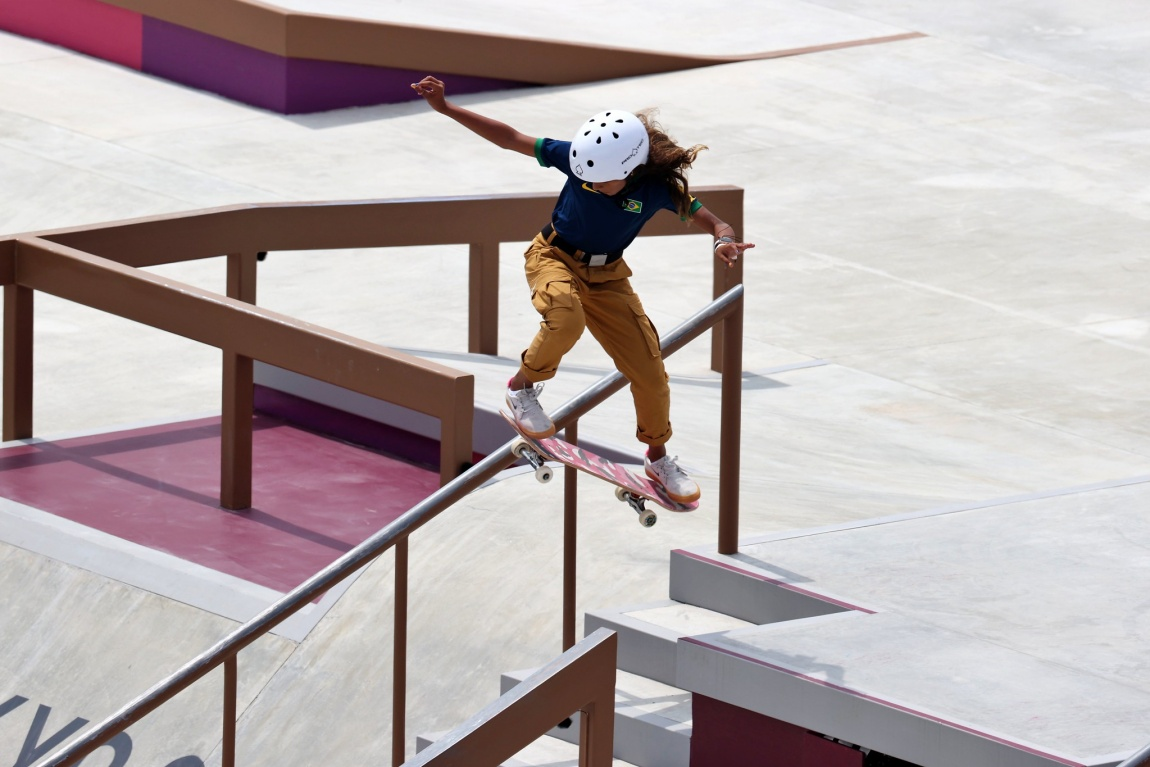
Street

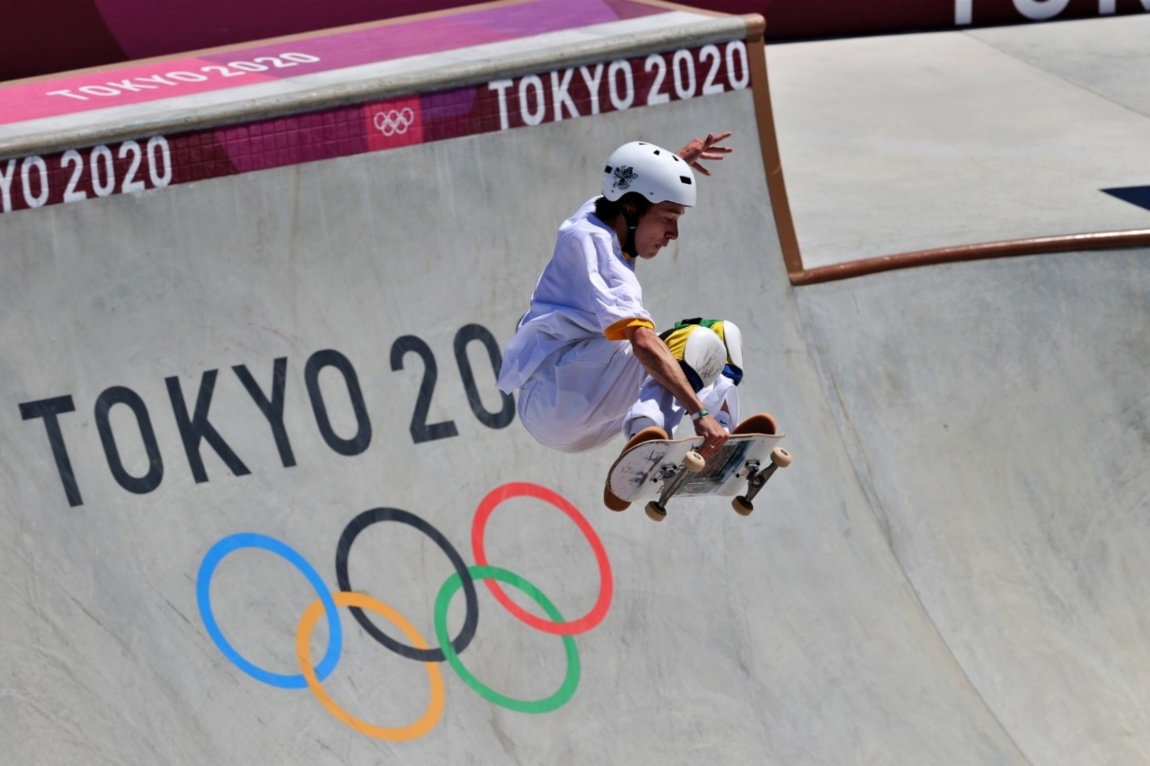
Park

### Park
Mannen
| Toernooi                                    | Datum        | Locatie | Plaatsen | NOC | Atleet |
| ------------------------------------------- | ------------ | ------- | -------- | --- | --- |
| Gastland                                    | –            | –       | 1        | Japan | Ayumi Hirano |
| Olympische ranglijst                        | 30 juni 2021 | –       | 16       | Verenigde Staten Brazilië Verenigde Staten Australië Zweden Brazilië Italië Puerto Rico Italië Frankrijk Spanje Australië Duitsland Spanje | Heimana Reynolds Cory Juneau Luiz Francisco Pedro Barros Zion Wright Keegan Palmer Oskar Rozenberg Pedro Quintas Ivan Federico Steven Pineiro Alessandro Mazzara Vincent Matheron Jaime Mateu Kieran Woolley Tyler Edtmayer Danny Leon |
| Wereldkampioenschappen (opnieuw toegewezen) | –            | –       | 3        | Canada Denemarken Zuid-Afrika | Andy Anderson Rune Glifberg Dallas Oberholtzer |
| Totaal                                      |              |         | 20       | | |

Vrouwen
| Toernooi                                    | Datum        | Locatie | Plaatsen | NOC | Atleet |
| ------------------------------------------- | ------------ | ------- | -------- | --- | --- |
| Gastland                                    | –            | –       | 0        | | |
| Olympische ranglijst                        | 30 juni 2021 | –       | 16       | Japan Groot-Brittannië Australië Finland Japan Verenigde Staten Brazilië Verenigde Staten Brazilië Spanje Duitsland China Frankrijk | Misugu Okamoto Sakura Yosozumi Sky Brown Poppy Starr Olsen Lizzie Armanto Kokona Hiraki Bryce Wettstein Dora Varella Isadora Pacheco Brighton Zeuner Jordyn Barratt Yndiara Asp Julia Benedetti Lilly Stoephasius Zhang Xin Madeleine Larcheron |
| Wereldkampioenschappen (opnieuw toegewezen) | –            | –       | 4        | Polen Chili Groot-Brittannië Zuid-Afrika                                                                                            | Amelia Brodka Josefina Tapia Varas Bombette Martin Melissa Williams |
| Totaal                                      |              |         | 20       | | |

### Street
Mannen
| Toernooi               | Datum                | Locatie | Plaatsen | NOC | Atleet |
| ---------------------- | -------------------- | ------- | -------- | --- | --- |
| Gastland               | –                    | –       | 0        | | |
| Wereldkampioenschappen | 30 mei - 6 juni 2021 | Rome    | 3        | Verenigde Staten Japan | Nyjah Huston Yuot Horigome Sora Shirai |
| Olympische ranglijst   | 30 juni 2021         | –       | 16       | Brazilië Portugal Frankrijk Verenigde Staten Frankrijk Canada Puerto Rico Australië Peru Brazilië Japan Brazilië Canada België Colombia | Kelvin Hoefler Gustavo Ribeiro Aurélien Giraud Jake Ilardi Jagger Eaton Vincent Milou Matt Berger Manny Santiago Shane O'Neill Angelo Caro Narvaez Felipe Gustavo Yukito Aoki Giovanni Vianna Micky Papa Axel Cruysberghs Jhancarlos González |
| Toegewezen             | –                    | –       | 1        | Zuid-Afrika | Brandon Valjalo |
| Totaal                 |                      |         | 20       | | |

Vrouwen
| Toernooi               | Datum                | Locatie | Plaatsen | NOC | Atleet |
| ---------------------- | -------------------- | ------- | -------- | --- | --- |
| Gastland               | –                    | –       | 0        | | |
| Wereldkampioenschappen | 30 mei - 6 juni 2021 | Rome    | 3        | Brazilië Japan | Pamela Rosa Rayssa Leal Aori Nishimura |
| Olympische ranglijst   | 30 juni 2021         | –       | 15       | Brazilië Japan Verenigde Staten Nederland Australië Japan Verenigde Staten Nederland Filipijnen Verenigde Staten China België Oostenrijk Frankrijk Italië | Letícia Bufoni Momiji Nishiya Mariah Duran Roos Zwetsloot Candy Jacobs Hayley Wilson Funa Nakayama Alexis Sablone Keet Oldenbeuving Margielyn Didal Alana Smith Zeng Wenhui Lore Bruggeman Julia Brückler Charlotte Hym Asia Lanzi |
| Toegewezen             | –                    | –       | 2        | Zuid-Afrika Spanje Canada | Boipel Awuah Andrea Benítez Annie Guglia |
| Totaal                 |                      |         | 20       | | |

## Competitieschema
Hieronder volgt het competitieschema van het skateboarden op de Olympische Zomerspelen 2020. De vier evenementen duurden alle een dag, waarbij de finales voor het onderdeel street plaatsvonden op 25 en 26 juli 2021 en voor het onderdeel park op 4 en 5 augustus 2021.
| F | Finale |

| Datum →     | 25   | 26   | 27   | 28   | 29   | 30   | 31   | 1    | 2    | 3    | 4    | 5    |
| Onderdeel ↓ | 25   | 26   | 27   | 28   | 29   | 30   | 31   | 1    | 2    | 3    | 4    | 5    |
| Park        | Park | Park | Park | Park | Park | Park | Park | Park | Park | Park | Park | Park |
| ----------- | ---- | ---- | ---- | ---- | ---- | ---- | ---- | ---- | ---- | ---- | ---- | ---- |
| Mannen      |      |      |      |      |      |      |      |      |      |      |      | F    |
| Vrouwen     |      |      |      |      |      |      |      |      |      |      | F    |      |
| Street      |      |      |      |      |      |      |      |      |      |      |      |      |
| Mannen      | F    |      |      |      |      |      |      |      |      |      |      |      |
| Vrouwen     |      | F    |      |      |      |      |      |      |      |      |      |      |

## Medailles
| Onderdeel  | Goud | Goud            | Zilver | Zilver         | Brons | Brons         |
| ---------- | ---- | --------------- | ------ | -------------- | ----- | ------------- |
| Park (m)   | AUS  | Keegan Palmer   | BRA    | Pedro Barros   | USA   | Cory Juneau   |
| Street (m) | JPN  | Yuto Horigome   | BRA    | Kelvin Hoefler | USA   | Jagger Eaton  |
|            |      |                 |        |                |       |               |
| Park (v)   | JPN  | Sakura Yosozumi | JPN    | Kokona Hiraki  | GBR   | Sky Brown     |
| Street (v) | JPN  | Momiji Nishiya  | BRA    | Rayssa Leal    | JPN   | Funa Nakayama |

### Medaillespiegel
| Plaats | Land             | NOC    | Goud | Zilver | Brons | Totaal |
| ------ | ---------------- | ------ | ---- | ------ | ----- | ------ |
| 1      | Japan            | JPN    | 3    | 1      | 1     | 5      |
| 2      | Australië        | AUS    | 1    | 0      | 0     | 1      |
| 3      | Brazilië         | BRA    | 0    | 3      | 0     | 3      |
| 4      | Verenigde Staten | USA    | 0    | 0      | 2     | 2      |
| 5      | Groot-Brittannië | GBR    | 0    | 0      | 1     | 1      |
| Totaal | Totaal           | Totaal | 4    | 4      | 4     | 12     |